# Pilaropo al servicio de las damas
Pilaropo al servicio de las damas es una serie creada por Ángel Badía Camps en 1956 para la segunda época de la revista "La Risa" de Editorial Marco.

## Valoración
Pilaropo es el protagonista absoluto de estas historietas. El investigador Juan Antonio Ramírez lo clasifica entre los solterones, junto a otros personajes de la Escuela Bruguera como Cucufato Pi (1949), Rigoberto Picaporte (1957), Golondrino Pérez (1957), Floripondia Piripí (1958), Lidia (1958) y Guillermo el Conquistador (1958), caracterizados por su insatisfacción sexual.
Con su almibarada elegancia, anticipa ya al solterón propio del desarrollismo, como el protagonista de la serie Rigoberto Picaporte.